# Susanne Jonsson
Susanne Jonsson (* 17. Juli 1979) ist eine schwedische Tischtennisspielerin. Sie gehörte in den 1990er und 2000er Jahren zu den besten Spielerinnen Schwedens und nahm an drei Weltmeisterschaften teil.

## Werdegang
Erste internationale Erfolge erzielte die Linkshänderin Susanne Jonsson bei Jugend-Europameisterschaften. Hier erreichte sie 1994 im Mixed mit Henrik Nyqvist und 1997 im Doppel mit Veronica Augustsson das Endspiel. 2001, 2003 und 2004 nahm sie an den Weltmeisterschaften teil, ohne dabei in die Nähe von Medaillenrängen zu gelangen.
Im Jahr 2000 wechselte sie zusammen mit ihrer Zwillingsschwester Carina vom schwedischen Verein Örans SK nach Deutschland zum FT Preetz in die 2. Bundesliga. Hier blieb sie ein Jahr lang, dann schloss sie sich dem MTV Tostedt an. In der Saison 2003/04 spielte sie für den TSV Kirchrode, ehe sie 2004 nach Schweden zurückkehrte.